# Dschaudhar al-Ustadh
Dschaudhar al-Ustadh (arabisch جوذر الأستاذ, DMG Ǧauḏar al-Ustāḏ; † 973 in Barqa) war ein Sklave, Eunuch und Berichterstatter der frühen Fatimiden, der nacheinander den Kalifen al-Qaim (934–946), al-Mansur (946–953) und al-Muizz (953–975) als Hausverwalter diente.
Als junger Sklave erlebte Dschaudhar im Januar 910 den Einzug und die Proklamation des al-Mahdi zum Kalif in Raqqada, von dem er auch bei der anschließenden Musterung der Sklaven für den Haushalt des designierten Thronfolgers al-Qaim für den Dienst im privaten Bereich (ḥarīm) ausgewählt wurde. In den folgenden Jahren avancierte er zu einem der engsten Vertrauten des al-Qaim, von dem er nach dessen Thronbesteigung 934 zum Chefverwalter des Palastes, des Schatzhauses und der Kleidermagazine in Mahdia eingesetzt wurde.
Mit dem Tod des Qaim 946 erhielt Dschaudhar den Status eines Freigelassenen, verblieb aber auch danach im Dienst der nachfolgenden Kalifen al-Mansur und al-Muizz als Ratgeber und Hofbediensteter. Im Spätjahr 972 gehörte er auch dem Gefolge des al-Muizz beim Umzug des Hofes nach Ägypten an. Bereits erkrankt und mit geschwollenen Beinen musste er die Reise in einer Sänfte bewältigen. Im antiken Barqa in der Kyrenaika verstarb er im Frühjahr 973 noch bevor der Hof Ägypten erreichen konnte. Al-Muizz sprach persönlich für ihn das Totengebet.
Dschaudhar hinterließ seinem freigelassenen Sklaven Abu Ali Mansur al-Azizi al-Dschaudhari einen umfangreichen schriftlichen Nachlass, den dieser während der Herrscherzeit des al-Aziz (975–996) zu einer Lebensbeschreibung (Sīrat al-Ustāḏ Ǧauḏar) seines alten „Meisters“ (ustāḏ) komprimierte. 

## Ausgaben
- Marius Canard: Vie de l’ustadh Jaudhar (contenant sermons, lettres et rescrits des premiers califes Fâtimides). Algier 1958.